# Caroline Roque
Pour les articles homonymes, voir Roque.
Caroline Roque, née le 27 avril 1975 à Perpignan, est une autrice de romans de jeunesse et de bandes dessinées.

## Biographie
Caroline Roque est née en 1975 à Perpignan. Elle y fait ses études au lycée Arago. Huit ans plus tard, alors qu’elle est en dernière année de thèse de chimie à l'Université Toulouse-III-Paul-Sabatier de Toulouse, elle prend un nouveau chemin et se consacre à l’écriture. 
Avec Bertrand Escaich, ils forment le duo Béka et signent des séries de bandes dessinées chez Bamboo Édition, Dargaud et Dupuis. Ils rencontrent un certain succès public avec notamment Les Rugbymen,, Studio Danse et Le jour où…,,,
Caroline Roque novélise pour les enfants Les P’tits Rugbymen et Studio Danse chez Bamboo Pocket, dérivés des séries BD du même nom. À partir de 2017, elle signe, aux côtés de Bertrand Escaich, Mission Capitale, une série de romans policiers jeunesse aux éditions Rageot. 
Sous son seul nom, elle écrit également des albums illustrés destinés aux plus petits, publiés aux éditions Mijade et Auzou.

## Publications

### Sous le nom Caroline Roque
- Le Monstre sur le lit, avec Grégoire Mabire, Editions Mijade, 2018  (ISBN 978-2-8077-0008-6)
- Une grand-mère formidable, avec Estelle Meens, Editions Mijade, 2019  (ISBN 978-2-8077-0038-3)
- L'école des loups, avec Grégoire Mabire, Editions Mijade, 2020  (ISBN 978-2-8077-0055-0)
- Le bisou de Justin, avec Louis Thomas, Editions Auzou, 2020  (ISBN 978-2-7338-6832-4)
- Tarzan pou explorateur, avec Charles Dutertre, Auzou, 2021

### Sous le nomBéka
- Les Fourmidables T2, dessins de Vincent Deporter, Bamboo, 2001  (ISBN 2-915309-05-1)
- Les Rugbymen[3],[2],  16 tomes aux éditions Bamboo, dessins de Poupard[3]
- Studio Danse[4], 10 tomes chez Bamboo Édition, dessins de Crip[4]
- Dance Class, 9 tomes chez Papercutz USA, dessins de Crip, traduction de Joe Johson
- Les Petits Rugbymen - romans jeunesse, 5 tomes, dessins de Poupard, Edition Bamboo Poche
- Studio Danse - romans Jeunesse, dessins de Crip, Edition Bamboo Poche
- Voyage en Chine, dessins de Marko, Bamboo Édition, 2013  (ISBN 978-2-8189-2303-0)
- Voyage en Inde, dessins de Marko, Bamboo Édition, 2014  (ISBN 978-2-81892653-6)
- GEO BD, dessins de Marko, Dargaud, 4 tomes
- Planète Gaspard, 2 tomes, dessins de Domas, Bamboo Édition, 2016[5]
- Les Aventures de Teddy Riner[8],[9], 3 tomes, dessins de Jikko, Dargaud, 2016
- Les Fées Valentines, 4 tomes, dessins de Crip, Dargaud, 2016[5]
- Le jour où..., 7 tomes, dessins de Marko, Bamboo Édition, 2016[5],[6],[7]
- L'Atelier Détectives, 2 tomes, dessins de Sandrine Goalec, Bamboo Édition, 2017
- Le Blog de..., 4 tomes, dessins de Grégoire Mabire, Bamboo Édition, 2017[10]
- Mission Capitale, 2 tomes, romans aux éditions Rageot
- Champignac, 3 tomes, dessin de David Etien, éditions Dupuis
- Les Tuniques Bleues, tome 65 L'envoyé Spécial[11],[12],[13], dessin de José Luis Munuera, éditions Dupuis